# پرونده استرداد مهندس ایرانی به آمریکا
در اسفند ۱۳۸۷ (۲۰ مارس ۲۰۰۹)، مجید کاکاوند (۳۶ ساله) مهندس و بازرگان ایرانی به اتهام همکاری بازرگانی تسلیحاتی با ایران، در سفری به همراه همسرش، از سوی پلیس فرانسه، بر اساس کیفرخواست دولت آمریکا و با حکم پلیس بین‌الملل، در فرودگاه شارل دوگل پاریس بازداشت شد.
در کیفرخواست دولت آمریکا، کاکاوند به صادرات کالا به کشور تحریم شده (ایران)، پولشویی و قاچاق کالا متهم و درخواست استرداد وی به آمریکا مطرح شده بود. به ادعای آمریکا، کاکاوند قطعات الکترونیکی حساس را در اینترنت خریداری می‌کرد و از طریق یک شرکت نمادین در مالزی به ایران وارد می‌کرد.
رامین مهمانپرست، سخنگوی وزارت امور خازجه ایران، اظهار کرد مجید کاکاوند بیگناه و بازداشت او «غیر قانونی» و «غیر حقوقی» است. مهمانپرست مدعی شد اسناد ارائه شده به دادگاه فرانسه جعلی‌ست.
دادگاه فرانسه، در نهایت به دلیل این که کاکاوند قوانین فرانسه را نقض نکرده بود و کالاهای صادر شده به ایران الزاماً کابرد نظامی نداشتند، کاکاوند را تبرئه کرد و به بازپرداخت وثیقه ۲۶۰،۰۰۰ دلاری و آزادی وی رأی داد.
کاکاوند ۱۷ اردیبهشت ۱۳۸۹ به ایران بازگشت.
در رسانه‌های خبری فرانسه، حدس‌هایی مطرح شد مبنی بر این که دولت ایران پیشنهاد داده‌است در ازای آزادی کاکاوند، کلوتیلد ریس، زن فرانسوی‌ای را که طی پیامدهای انتخابات ریاست جمهوری دهم ایران به اتهام جاسوسی دستگیر شده بود، آزاد کند. هر دو دولت ایران و فرانسه ارتباط میان این دو پرونده را رد کردند.

## منبع
- کلوتید ریس در قبال مجید کاکاوند و تیرگیهای روابط ایران و فرانسه مقاله روزنامه فیگارو نقل شده در بابیلونسکای بلاگ
- «بازگشت مجید کاکاوند به ایران». تابناک. ۱۸ اردیبهشت ۱۳۸۹ (۸ مه ۲۰۱۰). بایگانی‌شده از اصلی در ۱۹ اوت ۲۰۱۰. دریافت‌شده در ۲۰ آوریل ۲۰۱۲. تاریخ وارد شده در |تاریخ= را بررسی کنید (کمک)
- «صدور حکم تبرئه مجید کاکاوند در فرانسه». فردا نیوز. ۱۵ اردیبهشت ۱۳۸۹ (۵ مه ۲۰۱۰). دریافت‌شده در ۲۰ آوریل ۲۰۱۲. تاریخ وارد شده در |تاریخ= را بررسی کنید (کمک)
- «ایران خواستار آزادی مجید کاکاوند شد». رادیو زمانه. ۲۹ دی ۱۳۸۸ (۱۹ ژانویه ۲۰۱۲). دریافت‌شده در ۲۰ آوریل ۲۰۱۲. تاریخ وارد شده در |تاریخ= را بررسی کنید (کمک)
- Erlanger, Steven and Nadim Audi (۵ مه ۲۰۱۲). «France Won't Extradite Iranian Sought by U.S.». New York Times. دریافت‌شده در ۱۹ آوریل ۲۰۱۲.
- «French court refuses extradition of Iranian engineer to US over nuclear embargo». New York Daily News. ۵ مه ۲۰۱۲. دریافت‌شده در ۱۹ آوریل ۲۰۱۲.[پیوند مرده]
- «French Government Denies Secret Deal for Release of Teaching Assistant Held by Iran». Newsweek. ۱۷ مه ۲۰۱۲. بایگانی‌شده از اصلی در ۱۷ آوریل ۲۰۱۲. دریافت‌شده در ۱۹ آوریل ۲۰۱۲.